# Campeonato Argentino de Futebol Feminino – Segunda Divisão
A Segunda Divisão do Campeonato Argentino de Futebol Feminino (oficialmente Campeonato de Fútbol Femenino de Primera División B) – Primera División B ou Segunda División Femenina, como é conhecida na Argentina – é a competição que ocupa o segundo nível no sistema de ligas do futebol feminino na Argentina, abaixo apenas da Primera División A. O torneio é organizado pela Associação do Futebol Argentino (AFA), promove para a primeira divisão e rebaixa para a terceira divisão. Foi criada em 2016, quando a AFA decidiu dividir os clubes da "Primera A" em duas divisões, tomando como base os resultados ao final da temporada do torneio de 2015. Desde a temporada de 2018–19, além dos acessos à primeira divisão, também passou a permitir o rebaixamento para a "Primera División C", terceira divisão feminina.

## História
O primeiro torneio da segunda divisão do futebol feminino argentino começou em 3 de abril de 2016 com 14 clubes, alguns estreantes e outros vindos do torneio de 2015 da primeira divisão feminina. A edição inaugural foi disputada em fase única no sistema de pontos corridos, com jogos de ida e volta. Em 25 de setembro de 2016, o Villa San Carlos foi proclamado campeão e logrou acesso à primeira divisão. El Porvenir e Atlanta, vice-campeão e terceiro colocado, respectivamente, também foram promovidos à "Primera A". Com os abandonos do Bella Vista (Córdoba) e do Leandro N. Alem na edição anterior, e as saídas de Villa San Carlos, El Porvenir e Atlanta para a divisão superior, a temporada de 2016–17 acabou sendo disputada por 9 clubes, sendo 2 estreantes e 7 que permaneceram da primeira edição. O torneio começou em 29 de outubro de 2016 e terminou em 4 de junho de 2017 com o jogo de desempate que deu o título e a promoção à "Primera A" ao Deportivo Morón, além disso, Excursionistas e Hebraica, vice-campeão e terceiro colocado, respectivamente, também foram promovidos.
Para a temporada de 2017–18, o campeonato aumentou o número de participantes para 18 clubes, e no novo formato apenas o campeão e o vice-campeão subiriam diretamente à "Primera A", o terceiro acesso sairia de um mata-mata (Torneo Reducido) disputado pelo times da 3ª a 7ª posição na temporada regular. O campeão foi o Independiente, o vice-campeão foi o Lanús, que venceu o jogo de desempate contra o Real Pilar por 1–0, pois, ambos terminaram a temporada regular com o mesmo número de pontos. O terceiro promovido foi o Racing que ganhou o Torneo Reducido superando na final o Real Pilar por 2–1 no placar agregado.
A quarta temporada da "Primera B" de 2018–19 foi disputada por 22 clubes, começou em 22 de setembro de 2018 e terminou em 14 de julho de 2019.[carece de fontes?] Em vez de três promoções, o torneio contemplou apenas duas vagas para a primeira divisão. O Gimnasia y Esgrima de La Plata foi o campeão do torneio com duas rodadas de antecedência, e como tal, foi promovido à "Primera A", e o segundo promovido foi o S.A.T., vencedor do torneio mata-mata.
A temporada de 2019–20 começou em 14 de setembro de 2019 com o mesmo número de participantes da edição anterior, no entanto, não atribuiu nenhum vaga para a divisão superior.[carece de fontes?] Pois, o torneio foi suspenso e posteriormente cancelado pela AFA devido à pandemia de COVID-19.
Para definir os acessos à "Primera A" de 2021 foi realizado de maneira contingente o "Torneo Reducido de Ascenso" de 2020, que foi a sexta edição da segunda divisão feminina. O torneio começou em 5 de dezembro de 2020 e foi finalizado em 16 de janeiro de 2021, tanto o campeão como o vice-campeão foram promovidos. Na final pelo título, o Deportivo Español venceu o Comunicaciones por 5–2 e levantou a taça.

## Edições
Abaixo está a lista das equipes campeãs da segunda divisão do futebol feminino:
| Temporada | Campeão                                 | Vice-campeão                            | 3º colocado                             |
| --------- | --------------------------------------- | --------------------------------------- | --------------------------------------- |
| 2016      | Villa San Carlos                        | El Porvenir                             | Atlanta                                 |
| 2016–17   | Deportivo Morón                         | Excursionistas                          | Hebraica                                |
| 2017–18   | Independiente                           | Lanús                                   | Racing                                  |
| 2018–19   | Gimnasia y Esgrima La Plata             | S.A.T.                                  | Real Pilar                              |
| 2019–20   | Cancelado devido à pandemia de COVID-19 | Cancelado devido à pandemia de COVID-19 | Cancelado devido à pandemia de COVID-19 |
| 2020      | Deportivo Español                       | Comunicaciones                          |                                         |
| 2021      | Estudiantes-BA                          | Ferro Carril Oeste                      | Argentino de Rosario                    |
| 2022      | Belgrano                                | Banfield                                | Argentino de Rosario                    |
| 2023      | San Luís FC                             | A Definir                               | A definir                               |

### Títulos por clube
| Clube                       | Título(s) | Vice(s) | Ano(s) dos título(s) | Ano(s) dos vice(s) |
| --------------------------- | --------- | ------- | -------------------- | ------------------ |
| Villa San Carlos            | 1         | 0       | 2016                 |                    |
| Deportivo Morón             | 1         | 0       | 2016–17              |                    |
| Independiente               | 1         | 0       | 2017–18              |                    |
| Gimnasia y Esgrima La Plata | 1         | 0       | 2018–19              |                    |
| Deportivo Español           | 1         | 0       | 2020                 |                    |
| Estudiantes-BA              | 1         | 0       | 2021                 |                    |
| Belgrano                    | 1         | 0       | 2022                 |                    |
| San Luís FC                 | 1         | 0       | 2023                 |                    |
| El Porvenir                 | 0         | 1       |                      | 2016               |
| Excursionistas              | 0         | 1       |                      | 2016–17            |
| Lanús                       | 0         | 1       |                      | 2017–18            |
| S.A.T.                      | 0         | 1       |                      | 2018–19            |
| Comunicaciones              | 0         | 1       |                      | 2020               |
| Ferro Carril Oeste          | 0         | 1       |                      | 2021               |
| Banfield                    | 0         | 1       |                      | 2022               |